# 自衛隊熊本地方協力本部
自衛隊熊本地方協力本部（じえいたいくまもとちほうきょうりょくほんぶ、Kumamoto Provincial Cooperation Office）は、熊本県熊本市西区春日2丁目10番1号（熊本地方合同庁舎B棟）に所在する、自衛隊地方協力本部のひとつ。陸・海・空自衛隊共同の機関だが、陸上自衛隊の西部方面総監の指揮監督下にある。管轄する地域における防衛省・自衛隊の総合窓口として熊本県管内で活動する。

## 沿革
- 1956年（昭和31年）8月1日 - 自衛隊熊本地方連絡部が編成
- 2006年（平成18年）7月31日 - 自衛隊熊本地方協力本部に改編

## 出先機関
- 八代出張所　担当地区：八代市、八代郡氷川町
- 熊本募集案内所　担当地区：熊本市（旧富合町、城南町、植木町域は除く）、上益城郡益城町、嘉島町、御船町、山都町
- 宇城募集案内所　担当地区：宇土市、宇城市、熊本市の内旧富合町、城南町域、下益城郡、美里町
- 玉名地域事務所　担当地区：荒尾市、玉名市、玉名郡長洲町、南関町、和水町、玉東町
- 山鹿地域事務所　担当地区：山鹿市、熊本市の内旧植木町域
- 水俣地域事務所　担当地区：水俣市、葦北郡芦北町、津奈木町
- 人吉地域事務所　担当地区：人吉市、球磨郡あさぎり町、球磨村、水上村、多良木町、相良村、錦町、湯前町、五木村、山江村
- 阿蘇地域事務所　担当地区：阿蘇市、阿蘇郡西原村、小国町、南小国町、南阿蘇村、産山村、高森町
- 熊本分駐所　（地方協力本部内）
- 菊池分駐所　担当地区：合志市、菊池市、菊池郡菊陽町、大津町
- 天草駐在員事務所　担当地区：上天草市、天草市、天草郡苓北町

## 主要幹部
| 官職名                   | 階級    | 氏名     | 補職発令日     | 前職                |
| ------------------------ | ------- | -------- | -------------- | ------------------- |
| 自衛隊熊本地方協力本部長 | 1等陸佐 | 矢野秀樹 | 2025年03月24日 | 第4師団司令部幕僚長 |

| 代 | 階級    | 氏名       | 在職期間                                                   | 出身校・期                       | 前職                                                       | 後職                                                               |
| -- | ------- | ---------- | ---------------------------------------------------------- | -------------------------------- | ---------------------------------------------------------- | ------------------------------------------------------------------ |
| 01 | 事務官  | 中島清     | 1956年08月01日 - 1962年03月15日                            |                                  |                                                            |                                                                    |
| 02 | 空将補  | 加納健一   | 1962年03月16日 - 1965年02月15日                            | 東京帝国大学 昭和9年卒           | 航空自衛隊第3術科学校長                                    | 航空自衛隊第1術科学校長 兼 浜松南基地司令                          |
| 03 | 1等空佐 | 草刈武男   | 1965年02月16日 - 1966年07月15日                            | 陸士46期                         | 第13飛行教育団司令 兼 芦屋基地司令                         | 航空自衛隊幹部候補生学校付 →1966年10月29日 停年退官 （空将補昇任） |
| 04 | 1等陸佐 | 小川喜努男 | 1966年07月16日 - 1968年07月15日                            | 陸士49期                         | 自衛隊宮崎地方連絡部長                                     | 第4師団司令部付 →1968年12月31日 退職                               |
| 05 | 1等陸佐 | 佐藤公平   | 1968年07月16日 - 1970年03月15日                            | 陸士55期                         | 第1建設群長                                                | 西部方面総監部第3部長                                              |
| 06 | 1等陸佐 | 中山政孝   | 1970年03月16日 - 1972年03月15日                            | 陸士55期                         | 西部方面総監部第1部長                                      | 健軍駐とん地業務隊長                                               |
| 07 | 1等陸佐 | 藤本健市   | 1972年03月16日 - 1973年07月15日                            | 陸士56期                         | 西部方面総監部第2部長                                      | 陸上自衛隊幹部候補生学校総務部長                                   |
| 08 | 1等陸佐 | 千田亮     | 1973年07月16日 - 1975年03月16日                            | 陸士59期                         | 陸上幕僚監部募集課企画班長                                 | 第1普通科連隊長                                                    |
| 09 | 1等陸佐 | 原一喜     | 1975年03月17日 - 1976年08月01日                            | 陸航士58期                       | 西部方面総監部募集課長                                     | 第4師団司令部勤務                                                  |
| 10 | 1等陸佐 | 柗居智弘   | 1976年08月02日 - 1978年03月15日                            | 陸士59期                         | 西部方面総監部募集課長                                     | 西部方面総監部勤務                                                 |
| 11 | 1等陸佐 | 井原公夫   | 1978年03月16日 - 1980年06月30日 ※1978年04月01日 陸将補昇任 | 海兵76期・ 新居浜工専 昭和22年卒 | 陸上幕僚監部付                                             | 陸上自衛隊武器学校長 兼 土浦駐とん地司令                           |
| 12 | 陸将補  | 合原博見   | 1980年07月01日 - 1982年06月30日                            | 九州大学 昭和28年卒              | 第10特科連隊長 兼 豊川駐とん地司令                         | 第1特科団長 兼 北千歳駐屯地司令                                    |
| 13 | 陸将補  | 平松幹良   | 1982年07月01日 - 1984年03月15日                            | 中央大学 昭和29年卒              | 第10師団副師団長 兼 守山駐屯地司令                         | 自衛隊東京地方連絡部長                                             |
| 14 | 1等陸佐 | 志賀謙三   | 1984年03月16日 - 1986年03月16日 ※1984年04月01日 陸将補昇任 | 金沢大学 昭和30年卒              | 中央資料隊長                                               | 第3師団副師団長 兼 千僧駐屯地司令                                  |
| 15 | 1等陸佐 | 茂手木久悼 | 1986年03月17日 - 1987年07月06日 ※1986年07月01日 陸将補昇任 | 防大3期                          | 陸上幕僚監部防衛部研究課長                                 | 第2師団副師団長 兼 旭川駐屯地司令                                  |
| 16 | 陸将補  | 良永百茂壽 | 1987年07月07日 - 1989年03月16日                            | 熊本商科大学 昭和34年卒          | 西部方面総監部幕僚副長                                     | 退職                                                               |
| 17 | 1等陸佐 | 田中和彦   | 1989年03月16日 - 1991年04月01日                            | 防大3期                          | 防衛大学校教授                                             | 退職（陸将補昇任）                                                 |
| 18 | 1等陸佐 | 坂聖夫     | 1991年04月01日 - 1993年03月31日                            | 防大6期                          | 第11師団司令部幕僚長                                       | 第1教育団長                                                        |
| 19 | 1等陸佐 | 寺村誠士   | 1993年04月01日 - 1995年03月22日                            | 防大10期                         | 東千歳駐屯地業務隊長                                       | 第12師団司令部幕僚長                                               |
| 20 | 1等陸佐 | 元植泰男   | 1995年03月23日 - 1996年12月15日                            | 防大9期                          | 統合幕僚会議事務局第4幕僚室 後方補給計画調整官 兼 総括班長 | 第1教育団長                                                        |
| 21 | 1等陸佐 | 森満       | 1996年12月16日 - 1998年03月25日                            | 防大11期                         | 第1師団司令部幕僚長                                        | 防衛大学校教授                                                     |
| 22 | 1等陸佐 | 山内明彦   | 1998年03月26日 - 1999年12月09日                            | 防大11期                         | 第10師団司令部幕僚長                                       | 統合幕僚学校教育課長                                               |
| 23 | 1等陸佐 | 池田廣春   | 1999年12月10日 - 2001年03月26日                            | 防大16期                         | 東部方面総監部防衛部長                                     | 陸上自衛隊需品学校長 兼 松戸駐屯地司令 （陸将補昇任）              |
| 24 | 1等陸佐 | 廣田義則   | 2001年03月27日 - 2003年03月26日                            | 防大17期                         | 陸上幕僚監部装備部通信電子課長                             | 陸上自衛隊通信学校長 兼 久里浜駐屯地司令 （陸将補昇任）            |
| 25 | 1等陸佐 | 大塚敏郎   | 2003年03月27日 - 2005年07月27日                            | 防大17期                         | 中部方面指揮所訓練支援隊長                                 | 第3教育団長 兼 相浦駐屯地司令                                      |
| 26 | 1等陸佐 | 日笠玲治郎 | 2005年07月28日 - 2008年07月31日                            | 防大21期                         | 第11師団司令部幕僚長                                       | 陸上自衛隊富士学校機甲科部長                                       |
| 27 | 1等陸佐 | 川瀬昌敏   | 2008年08月01日 - 2009年12月06日                            | 防大26期                         | 陸上幕僚監部装備部開発課長                                 | 東北方面総監部幕僚副長                                             |
| 28 | 1等陸佐 | 坂本知司   | 2009年12月07日 - 2012年07月25日                            | 防大29期                         | 陸上幕僚監部人事部 人事計画課服務室長                      | 東部方面総監部防衛部長                                             |
| 29 | 1等陸佐 | 斎藤剛     | 2012年07月26日 - 2013年08月21日                            | 防大28期                         | 陸上自衛隊研究本部主任研究開発官                           | 陸上自衛隊研究本部主任研究開発官                                   |
| 30 | 1等陸佐 | 山中敏弘   | 2013年08月22日 - 2015年08月03日                            | 防大28期                         | 中部方面総監部防衛部長                                     | 第2師団副師団長 兼 旭川駐屯地司令 （陸将補昇任）                   |
| 31 | 1等陸佐 | 勝井省二   | 2015年08月04日 - 2017年08月07日                            | 関西大学 昭和61年卒              | 陸上幕僚監部総括副法務官                                   | 陸上自衛隊小平学校副校長                                           |
| 32 | 1等陸佐 | 濱田博之   | 2017年08月08日 - 2019年08月22日                            | 生徒26期・ 東京理科大学          | 陸上幕僚監部装備計画部航空機課長                           | 統合幕僚監部報道官 （陸将補昇任）                                  |
| 33 | 1等陸佐 | 仲西勝典   | 2019年08月23日 - 2020年12月21日                            | 防大37期                         | 陸上幕僚監部監理部総務課長                                 | 第1施設団長 兼 古河駐屯地司令 （陸将補昇任）                       |
| 34 | 1等陸佐 | 𣘺本賦     | 2020年12月22日 - 2023年03月29日                            | 防大36期                         | 北部方面総監部総務部長                                     | 第7師団副師団長 兼 東千歳駐屯地司令 （陸将補昇任）                 |
| 35 | 1等陸佐 | 笹島昭佳   | 2023年03月30日 - 2025年03月23日                            | 防大38期                         | 第8師団司令部幕僚長                                        | 東部方面総監部装備部長                                             |
| 36 | 1等陸佐 | 矢野秀樹   | 2025年03月24日 -                                           | 防大41期                         | 第4師団司令部幕僚長                                        |                                                                    |